# Новосёлый 1-й
Новосёлый 1-й — хутор в Сальском районе Ростовской области.
Входит в состав Кручёно-Балковского сельского поселения.

## География

### Улицы
| - ул. Дорожная, - ул. Заречная, - ул. Кольцевая, - ул. Ленина, - ул. Мира, - ул. Почтовая, - ул. Промышленная, | - ул. Прохладная, - ул. Речная, - ул. Розовая, - ул. Солнечная, - пер. Комсомольский, - пер. Степной. |

## Социальная сфера
в хуторе Новосёлый 1-й, ул. Кольцевая, 1 расположено Государственное бюджетное учреждение Ростовской области "Санаторий «Степной», в котором осуществляется санаторно-курортное лечение и реабилитация больных с внелегочными формами туберкулеза всех локализаций и профилактическое лечение лиц профессионального и бытового контакта с микобактерией туберкулеза.
В хуторе Новоселый 1-й по ул. Прохладная, 18 расположен и функционирует для жителей фельдшерско-акушерский пункт, структурно входящий в состав МБУЗ «Центральная районная больница Сальского района».
Дошкольное образование представлено детским садом № 43 «Золотой ключик» (ул. Солнечная,6).

## Население
Численность населения х. Новосёлый 1-й по переписи населения
| 1926 |
| ---- |
| 126  |

| 2010 |
| ---- |
| 1032 |

## Достопримечательности
- Памятник воинам, погибшим в годы Великой Отечественной войны. Братская могила.